# Frappe israélienne de juillet 2024 à Haret Hreik
Ne doit pas être confondu avec Assassinat de Saleh al-Arouri ou Frappe israélienne du 20 septembre 2024 à Beyrouth.
La frappe aérienne de 2024 à Haret Hreik survient le 30 juillet 2024 lorsque l'aviation israélienne mène une frappe aérienne sur un immeuble d'appartements à Haret Hreik, dans la banlieue de Beyrouth, tuant le commandant du Hezbollah Fouad Chokr ainsi que 4 civils, dont deux enfants, et en blessant 80 autres. Selon Tsahal, l'attaque vise Chokr, un commandant du Hezbollah qu'Israël accuse d'être impliqué dans l'attaque à la roquette survenue trois jours plus tôt à Majdal Shams, sur le plateau du Golan, qui avait tué douze enfants et adolescents druzes. L'agence de presse d'État libanaise National News Agency (en) rapporte que l'attaque est menée par un drone tirant trois missiles sur un immeuble d'appartements, qui s'effondre partiellement.
Les responsables israéliens déclarent que cette attaque a pour but d'envoyer "un message très fort", mais qu'ils espèrent éviter une nouvelle escalade.

## Contexte
Depuis l'attaque menée par le Hamas contre Israël en 2023, le Hezbollah et Israël sont impliqués dans des échanges militaires transfrontaliers qui déplacent des communautés entières en Israël et au Liban, avec des dommages importants aux bâtiments et aux terres le long de la frontière. Au 5 juillet 2024, Israël rapporte avoir tué environ 366 membres du Hezbollah et plus de 100 civils libanais sont tués. Selon l'ONU, plus de 90 000 personnes au Liban sont contraintes de fuir leurs foyers, tandis qu'en Israël, 60 000 civils sont évacués. Israël et le Hezbollah maintiennent leurs attaques à un niveau qui cause des dommages importants sans dégénérer en une guerre à grande échelle. Du 7 octobre 2023 au 21 juin 2024, Israël attaque le Liban 6 124 fois. Le Hezbollah et d'autres forces libanaises attaquent Israël 1 258 fois.
Le 27 juillet 2024, l'attaque de Majdal Shams a lieu lorsqu'un terrain de football est touché par une roquette dans la ville druze de Majdal Shams sur les hauteurs du Golan, entraînant la mort de douze enfants et jeunes de la minorité druze,. Cet incident devient le plus meurtrier le long de la frontière d'Israël avec le Liban depuis le début du conflit de 2023, provoquant une indignation et un choc généralisés en raison du jeune âge des victimes. Israël et les États-Unis attribuent l'attaque au Hezbollah, soulignant que la roquette est une Falaq-1 (en) de fabrication iranienne avec une ogive contenant plus de 50 kilogrammes d'explosifs. Le Hezbollah nie cependant fermement toute implication. En réponse, Israël jure de riposter tout en visant explicitement à cibler spécifiquement le Hezbollah et à éviter l'escalade du conflit en une guerre régionale à grande échelle. Avant l'attaque, plusieurs compagnies aériennes internationales interrompent leurs vols vers l'aéroport international de Beyrouth - Rafic Hariri. Plus tôt le 30 juillet, une attaque à la roquette du Hezbollah contre le kibboutz HaGoshrim (en) en Haute Galilée tue un civil israélien.

### Cible
Fouad Chokr, la cible de l'attaque, est répertorié comme terroriste mondial spécialement désigné par les États-Unis et est conseiller principal aux affaires militaires de Hassan Nasrallah, secrétaire général du Hezbollah. Il sert également dans l'organe militaire le plus élevé du Hezbollah, le Conseil du Jihad (en). Chokr aest impliqué dans l'attentat du 23 octobre 1983 contre la caserne des Marines américains à Beyrouth, qui tue 241 militaires américains et en blesse 128 autres. Selon les services de renseignement israéliens, il est également l'un des principaux acteurs du transfert des systèmes de guidage iraniens pour les missiles à longue portée du Hezbollah. En 2017, le Trésor américain offre 5 millions de dollars pour des informations sur Chokr.

## Attaque
Des témoins signalent une forte explosion vers 19 h 40 (heure locale) dans le district de Dahieh à Beyrouth, une zone où le Hezbollah est fortement présent. L'attaque vise le commandant du Hezbollah Fouad Chokr, près du Conseil de la Choura du Hezbollah. Chokr, un conseiller principal du secrétaire général du Hezbollah Hassan Nasrallah, est précédemment désigné par les Forces de défense israéliennes comme commandant du projet de missiles de précision du groupe.
L'agence de presse nationale libanaise National News Agency (en) (NNA) rapporte que l'attaque est exécutée à l'aide d'un drone qui lance trois missiles, bien que le communiqué de Tsahal sur l'attaque ne précise pas la méthode exacte de la frappe. Les missiles frappent un immeuble d'appartements, provoquant l'effondrement de la moitié de celui-ci et causant des dommages mineurs à un hôpital voisin. Immédiatement après les attaques, une panique importante se produit parmi les citoyens, lorsque beaucoup d'entre eux tentent de fuir leur domicile pour se mettre en sécurité et provoquent de nombreux embouteillages. En outre, des groupes de manifestants commencent à remplir les rues près du lieu de l'attaque, tout en criant des slogans en faveur du Hezbollah,. Les reporters et les journalistes font face à l'hostilité lors de la couverture de l'incident, notamment Al Jazeera et MTV, qui sont attaqués par des partisans du Hezbollah qui se trouvent sur le site du raid à Haret Hreik et les empêchent de couvrir l'événement,.
Les premiers rapports indiquent que Fouad Chokr survit à la frappe aérienne. Cependant, les médias saoudiens citent depuis des sources rapportant que Chokr est tué dans l'attaque. Selon Al Hadath news, son corps est actuellement conservé dans un hôpital de Beyrouth, entouré d'un cordon de sécurité. Israël déclare plus tard que Fouad Chokr est tué, tandis que le Hezbollah ne confirme pas encore sa mort et déclare qu'il évalue toujours les dégâts causés par la frappe. Le ministère libanais de la Santé déclare que deux femmes et deux enfants sont tués et que 80 autres sont blessés. Le lendemain, des sources de sécurité libanaises annoncent que son corps est retrouvé sous les décombres, confirmant sa mort. Le Hezbollah l'annonce officiellement quelques heures plus tard. Milad Bidi, un conseiller militaire iranien au Liban, est également tué, ce qui porte le nombre de morts à sept.

## Réactions
Le Premier ministre libanais Najib Mikati condamne l'attaque, la qualifiant de "série d'opérations agressives tuant des civils en violation claire et explicite du droit international". Le ministre de l'Information Ziad Makary (en) déclare que le Liban s'attend à une riposte du Hezbollah à l'attaque israélienne et que le gouvernement poursuit ses efforts diplomatiques pour apaiser les tensions.
Le ministre israélien de la Défense Yoav Gallant publie une déclaration publique sur son compte X (Twitter) affirmant que "le Hezbollah a franchi la ligne rouge" peu de temps après l'attaque.
Le député du Hezbollah, Ali Ammar, déclare : "Cet ennemi exige la guerre et nous sommes prêts à la faire, si Dieu le veut, nous sommes prêts à la faire." Trente minutes plus tard, il est rapporté que le ministre israélien de la Défense Gallant déclare aux troupes que "nous ne voulons pas la guerre, mais nous nous préparons à toutes les éventualités."

### Internationales
- La vice-présidente des États-Unis, Kamala Harris, déclare qu'Israël « a le droit de se défendre contre l'organisation terroriste », en référence au Hezbollah, mais a ajouté « Nous devons encore travailler à une solution diplomatique pour mettre fin à ces attaques, et nous continuerons à le faire » lors d'un voyage de campagne à Atlanta, en Géorgie[33].

- Le ministère iranien des Affaires étrangères qualifie l'attaque de "vicieuse" et exprime son admiration pour la résistance du peuple libanais contre "l'agression du régime d'apartheid israélien" en soutien aux palestiniens.

- Le ministère russe des Affaires étrangères qualifie l'attaque de "violation flagrante du droit international".

## Riposte du Hezbollah
Le 25 août 2024, au petit matin, le Hezbollah lance une vaste attaque à la roquette depuis le Liban vers Israël en réponse à l'assassinat de Chokr. L'attaque coïncide avec l'Arbaïn, une célébration importante pour les musulmans chiites, que le Hezbollah cite comme faisant partie de sa motivation. Le groupe annonce ensuite qu'un total de 320 roquettes sont tirées sur Israël au cours de cette phase. En réponse, Israël mène des frappes aériennes préventives, ciblant des milliers de lance-roquettes du Hezbollah programmés pour tirer vers Tel-Aviv à 5 h 0 du matin, déployant des centaines d'avions de chasse.
Le président américain Joe Biden suit de près la situation, avec des communications continues entre les responsables américains et israéliens. L'aéroport Ben Gourion suspend temporairement ses opérations. Le ministre israélien de la Défense Yoav Gallant déclare l'état d'urgence pendant 48 heures et informe le secrétaire américain à la Défense Lloyd Austin de l'évolution de la situation. Le Premier ministre israélien Benyamin Netanyahou convoque une réunion du cabinet de sécurité pour faire face à la situation, et des mesures d'urgence sont mises en œuvre dans le nord d'Israël, notamment l'ouverture d'abris et des restrictions sur les déplacements du public.